# Grumia krausei
Grumia krausei är en fjärilsart som beskrevs av Charles Boursin 1963. Grumia krausei ingår i släktet Grumia och familjen nattflyn. Inga underarter finns listade i Catalogue of Life.